# Alibeyçağıllı, Kırıkhan
Alibeyçağıllı là một xã thuộc huyện Kırıkhan, tỉnh Hatay, Thổ Nhĩ Kỳ. Dân số thời điểm năm 2011 là 189 người.